# Tetsuya Nakashima
Tetsuya Nakashima (中島哲也?, Nakashima Tetsuya; Fukuoka, 2 settembre 1959) è un regista e sceneggiatore giapponese, noto per il suo stile pop, colorato e pieno di dettagli.

## Carriera
Debuttò nel 1988, dirigendo un episodio del film collettivo Bakayaro! I'm Plenty Mad, quindi si dedicò principalmente alla regia di molti spot pubblicitari. Nel 1997 tornò a dirigere un film, Happy-Go-Lucky, che si aggiudicò la Rosa Camuna d'argento al Bergamo Film Meeting 1999. Nel 1998 diresse Beautiful Sunday, seguito da due film per la televisione. Nel 2004 si rivelò al pubblico internazionale con la commedia Kamikaze Girls, interpretata da Kyōko Fukada e Anna Tsuchiya, che vinse 14 premi, tra i quali il Japanese Professional Movie Awards come miglior regista e miglior film, e il Yokohama Film Festival.
Dopo il successo riscosso da Kamikaze Girls, Nakashima diresse un film per la televisione, quindi tornò al cinema con Memories of Matsuko, altro film colorato e vivace che mescola commedia, melodramma e musical, che vinse 10 premi e valse a Nakashima due candidature ai Japanese Academy Award, come miglior regista e miglior sceneggiatore. Nel 2008 Nakashima diresse Paco and the Magical Book, una storia fantastica dedicata ai bambini, che ottenne 3 premi e gli valse un'altra candidatura ai Japanese Academy Award come miglior regista, mentre nel 2010 è la volta dell'inquietante thriller Confessions.

## Filmografia

### Regista
- Bakayaro! I'm Plenty Mad - episodio 2, co-regia con Takahito Hara, Yukihiko Tsutsumi e Eriko Watanabe (1988)
- Happy-Go-Lucky (Natsu jikan no otonatachi) (1997)
- Beautiful Sunday (1998)
- Yo nimo kimyo na monogatari - Mama shinhatsubai! (film TV) (2001)
- Mike Hama, Private Detective: Mr. Nippon-21st Century Man (film TV) (2002)
- Kamikaze Girls (Shimotsuma monogatari) (2004)
- Tora to lion to gonin no otoko (film TV) (2004)
- Memories of Matsuko (Kiraware Matsuko no isshō) (2006)
- Paco and the Magical Book (Pako to mahō no ehon) (2008)
- Confessions (2010)
- The World of Kanako (2014)
- It comes (2018)
- The brightest sun (2025)

### Sceneggiature
- Happy-Go-Lucky (Natsu jikan no otonatachi) (1997)
- Yo nimo kimyo na monogatari - Mama shinhatsubai! (film TV) (2001)
- Mike Hama, Private Detective: Mr. Nippon-21st Century Man (film TV) (2002)
- Kamikaze Girls (Shimotsuma monogatari) (2004)
- Memories of Matsuko (Kiraware Matsuko no isshō) (2006)
- Paco and the Magical Book (Pako to mahō no ehon) (2008)
- Lala Pipo: A Lot of People (Lalapipo), regia di Masayuki Miyano (2009)
- Confessions (2010)
- The World of Kanako (2014)
- It comes (2018)